# Gérard Tichy
Pour les articles homonymes, voir Tichy (homonymie).
Gerhard Tichy Wondzinski, dit Gérard Tichy, né le 11 mars 1920 à Weißenfels, et mort le 11 avril 1992 à Madrid, est un acteur allemand. Il est principalement connu du public français pour avoir incarné Cyrus Smith dans la mini-série L'Île mystérieuse.

## Biographie
Gerhard Johannes Alexander Tichy Wondzinski était le fils d'un médecin. Après une brève période en tant que peintre, il a d'abord été appelé pour le Reichsarbeitsdienst, puis a participé en tant que soldat d'infanterie aux campagnes polonaises et françaises. Après avoir servi sur le front de l'Est, il a fini la guerre comme lieutenant en Alsace.
Il s'est évadé du camp de prisonniers de guerre de Bordeaux, où il a passé un an et demi, à la veille de Noël 1946, mais il fut bientôt arrêté et emmené dans un autre camp. Quelques heures plus tard, il s'enfuit de nouveau et atteint la ville de Dax dans le sud-ouest de la France, où il s'est caché pendant un certain temps dans une salle de cinéma jusqu'à ce qu'un passeur le fasse sortir de la ville et passer la frontière à Hendaye. Là il était possible de franchir la Bidassoa pour aller en Espagne. Il a été immédiatement arrêté par la police espagnole, et au bout de trois mois il a été retrouvé en Espagne par un résident allemand qui s'est porté garant pour lui et obtenu sa libération. Il a d'abord déménagé à San Sebastian puis à Madrid, où il a travaillé en tant que serveur.
Grâce à l'aide du chef opérateur Hans Scheib (* 1905), et du réalisateur César Fernández Ardavín qui pour son film Neutralidad (es) (1949) était à la recherche d'un acteur pour jouer le rôle d'un commandant de sous-marin allemand il découvre le cinéma. Dès lors Tichy a travaillé très régulièrement au cinéma et joué l'année suivante dans cinq autres films. Bien qu'étant un acteur autodidacte, il obtient rapidement des rôles importants. Il tient de nombreux rôles de méchants — sans se limiter à cet emploi — et apparait souvent au cours des années 1960 dans les coproductions internationales qui étaient tournées en Espagne.
Il est maintes fois retourné en Allemagne, où il a joué par exemple dans le film de Fritz Peter Buch (de) Cuba Cabana (de) et dans l'opérette télévisée Giuditta - être des amis rend la vie agréable. Il s'est aussi produit au théâtre, par exemple, en 1959 au Kammerspiele de Hambourg.

## Filmographie partielle

### Cinéma

#### Années 1940 et 1950
- 1949 : Neutralidad (es) de Eusebio Fernández Ardavín (es) : l'officier allemand
- 1950 : Black Jack de Julien Duvivier et José Antonio Nieves Conde
- 1951 : Le Noceur (Balarrasa) de José Antonio Nieves Conde : Zanders
- 1951 : Servicio en la mar de Luis Suárez de Lezo : un passage
- 1951 : Cerca del cielo de Mariano Pombo (es) et Domingo Viladomat (es) : camarade défenseur
- 1952 : Quema al suelo de Luis Marquina : Eduardo Behovia
- 1952 : Manchas de sangre en la luna d'Edward Dein et Luis Marquina : Bill
- 1952 : La llamada de África (es) de César Fernández Ardavín : Capitaine Andrade
- 1952 : Hombre acosado de Pedro Lazaga : Jan Matiz
- 1952 : Barco sin rumbo de José María Elorrieta
- 1952 : Cuba Cabana (de) de Fritz Peter Buch (de) : le chef de la police
- 1953 : Pages galantes de Boccace (Decameron Nights) de Hugo Fregonese
- 1953 : Hommes en détresse (La guerra de Dios) de Rafael Gil : El Negro
- 1953 : Pasaporte para un ángel de Javier Setó
- 1954 : ¿Crimen imposible? (es) de César Fernández Ardavín : Eugenio Certal
- 1954 : Le Baiser de Judas (El beso de Judas) : Ponce Pilate
- 1954 : Murió hace quince años de Rafael Gil : Germán Goeritz
- 1954 : La rousse mène l'enquête (Malaga) de Richard Sale : Cronkhite
- 1955 : Los ases buscan la paz d'Arturo Ruiz Castillo (es) : Kolber
- 1955 : Lo que nunca muere (es) de Julio Salvador (es) : Pierre Doré
- 1955 : El canto del gallo de Rafael Gil : Gans
- 1956 : Nunca es demasiado tarde de Julio Coll : Jorge
- 1956 : Alexandre le Grand (Alexander the Great) de Robert Rossen : (non crédité)
- 1956 : Miedo de León Klimovsky
- 1956 : Curra Veleta de Ramón Torrado
- 1956 : Minutos antes de José Luis Gamboa
- 1957 : Cuando el valle se cubra de nieve de José Luis Pérez de Rozas
- 1957 : J'ai choisi l'enfer (...Y eligió el infierno) de César Ardavín : capitaine Kramer
- 1958 : Aquellos tiempos del cuplé de Mateo Cano et José Luis Merino : Jorge
- 1958 : De l'or dans la vallée (Cuatro en la frontera) d'Antonio Santillán (ca) : Julio
- 1958 : Hospital general de Carlos Arévalo : Jorge
- 1959 : El frente infinito de Pedro Lazaga : Capitaine Estrada
- 1959 : Molokai, île maudite (es) (Molokai, la isla maldita) de Luis Lucia Mingarro

#### Années 1960
- 1960 : Un ángel tuvo la culpa (es) de Luis Lucia Mingarro : Signor X
- 1961 : La Parade de l'adieu (es) (Alerta en el cielo) de Luis César Amadori : Sargento
- 1961 : Le Roi des rois de Nicholas Ray : Joseph
- 1961 : Le Cid (El Cid) d'Anthony Mann : le roi Ramirez
- 1961 : Ave Maria (Pecado de amor) de Luis César Amadori : Gerardo Esquivel
- 1961 : Les Joyeux Voleurs de George Marshall : Antonio
- 1962 : Les Sept Gladiateurs de Pedro Lazaga : Hiarba
- 1962 : L'Espionne de Madrid (La reina del Chantecler) de Rafael Gil : Henri Duchel
- 1962 : La cara del terror d'Isidoro M. Ferry (es) : Dr. Chambers
- 1962 : Los culpables de Josep Maria Forn : Salvador García
- 1963 : Les Sept Invincibles (Gli invincibili sette) d'Alberto De Martino : Rabirio
- 1963 : Le Manoir de la terreur (Horror) d'Alberto De Martino : Rodrigue De Blancheville
- 1963 : Casablanca nid d'espions d'Henri Decoin : le maire
- 1963 : Senda torcida d'Antonio Santillán (ca) : Silvestre
- 1964 : L'Homme qui venait de Canyon City (L'uomo che viene da Canyon City) d'Alfonso Balcázar : Hargitay, l'inspecteur du gouvernement
- 1964 : La Chance et l'Amour, segment Une chance explosive de Bertrand Tavernier : un truand
- 1964 : Diaboliques Intrigues (Un tiro por la espalda) d'Antonio Román
- 1964 : Agent 077, opération Jamaïque (La muerte silba un blues) de Jesús Franco : Carlos Moroni
- 1964 : Le Voyou (Playa de Formentor) de Germán Lorente : Carlos Sanromá
- 1965 : Duel à Rio Bravo (Desafío en Río Bravo) de Tulio Demicheli : Zack Williams
- 1965 : L'Enfer du Manitoba (Die Hölle von Manitoba) de Sheldon Reynolds : Jack Villaine
- 1965 : El niño y el muro d'Ismael Rodríguez : le garde allemand
- 1965 : Train d'enfer de Gilles Grangier : Matras
- 1965 : Marie-Chantal contre Dr Kha de Claude Chabrol : Le maître d'hôtel
- 1965 : L'Homme d'Istambul (Estambul 65) d'Antonio Isasi-Isasmendi : Charly Cohen
- 1965 : Cent Mille Dollars pour Ringo (100.000 dollari per Ringo) d'Alberto De Martino : Tom Sherry
- 1965 : Le Docteur Jivago (Doctor Zhivago) de David Lean : Liberius
- 1966 : Baraka sur X 13 de Maurice Cloche et Silvio Siano : Dr Reichmann
- 1966 : Quatre Dollars de vengeance (Cuatro dólares de venganza) de Jaime Jesús Balcázar et Alfonso Balcázar : Clifford
- 1966 : El Texican (The Texican) de Lesley Selander : Boyd Thompson
- 1966 : Surcouf, le tigre des sept mers (Surcouf, l'eroe dei sette mari) de Sergio Bergonzelli et Roy Rowland : Kernan
- 1966 : Tonnerre sur l'océan Indien (Il grande colpo di Surcouf ) de Sergio Bergonzelli et Roy Rowland : Kernan
- 1966 : Le Solitaire passe à l'attaque de Ralph Habib : Bernsen
- 1966 : Superargo contre Diabolikus (Superargo contro Diabolikus) de Nick Nostro : Diabolikus
- 1967 : Coup de maître au service de sa majesté britannique (Colpo maestro al servizio di Sua Maestà britannica) de Michele Lupo : Max
- 1967 : Le Dernier Face à face (Faccia a faccia) de Sergio Sollima : le maire de Silvertown
- 1967 : Le Rouble à deux faces d'Étienne Périer : Truman
- 1968 : L'Agent américain (Un dollaro per 7 vigliacchi) de Giorgio Gentili : J. P. Ogilvie
- 1968 : Sonora d'Alfonso Balcázar : Joe Sullivan
- 1968 : Ramdam à Amsterdam (El magnifico Tony Carrera) de José Antonio de la Loma : Serge
- 1968 : Les Hommes de Las Vegas (Las Vegas, 500 millones) de Antonio Isasi-Isasmendi : Shérif Klinger
- 1969 : Cantando a la vida d'Angelino Fons
- 1969 : Pas de pitié pour les héros (Hora cero: Operación Rommel) de León Klimovsky : Général von Gruber
- 1969 : Justine ou les Infortunes de la vertu (Marquis de Sade: Justine) de Jesús Franco : le comte Courville
- 1969 : Mortelle Symphonie (Las trompetas del apocalípsis) de Julio Buchs : le commissaire

#### Années 1970
- 1970 : Une hache pour la lune de miel (Il rosso segno della follia) de Mario Bava : le docteur Kalleway
- 1970 : Cuadrilátero d'Eloy de la Iglesia : Óscar
- 1970 : El último día de la guerra de Juan Antonio Bardem : Pvt. Bronc
- 1970 : Compañeros (Vamos a matar, compañeros) de Sergio Corbucci : le lieutenant mexicain
- 1972 : Meurtres au soleil (Un verano para matar) d'Antonio Isasi-Isasmendi : Alex
- 1972 : Les Charlots font l'Espagne de Jean Girault : le capitaine du grand voilier
- 1973 : Les Orgies macabres (L'orgia dei morti) de José Luis Merino : Dr León
- 1973 : La Corruption de Chris Miller (La corrupción de Chris Miller)  de Juan Antonio Bardem : le commissaire
- 1975 : Strip-tease de Germán Lorente : le play-boy
- 1978 : Venus de fuego de Germán Lorente : le détective

#### Années 1980 et 1990
- 1981 : L'ultimo harem de Sergio Garrone : (non crédité)
- 1981 : Maravillas de Manuel Gutiérrez Aragón : Benito
- 1981 : Le Mystère de l'île aux monstres (es) (Misterio en la isla de los monstruos) de Juan Piquer Simón : Capitaine Turkott
- 1982 : Les Diables de la mer (Los diablos del mar) de Juan Piquer Simón :
- 1983 : Le Sadique à la tronçonneuse (Mil gritos tiene la noche) de Juan Piquer Simón : Dr. Jennings
- 1983 : La bestia y la espada mágica de Paul Naschy : Otton el Grande
- 1984 : Hydra, le monstre des profondeurs (Serpiente del mar) d'Amando de Ossorio
- 1985 : ¡Qué tía la C.I.A.! de Mariano Ozores : l'agent de la RFA
- 1985 : La hoz y el Martínez d'Álvaro Sáenz de Heredia (es) : Dimitri Vasilievich
- 1986 : Romanza final (es) de José María Forqué
- 1992 : Yo me bajo en la próxima, ¿y usted? de José Sacristán

### Télévision
- 1973 : L'Île mystérieuse de Juan Antonio Bardem et Henri Colpi : Cyrus Smith